# Al Aronowitz
Al Aronowitz (* 20. Mai 1928 in Bordentown, New Jersey; † 1. August 2005 in Elizabeth (New Jersey); eigentlich Alfred Gilbert Aronowitz) war ein US-amerikanischer Musikjournalist und wird als Pionier des Rock-Pop-Journalismus angesehen.
1950 schloss er ein Journalistik-Studium an der Rutgers University in New Jersey ab und arbeitete bei verschiedenen lokalen Zeitungen, bevor er eine Anstellung bei der New York Post erhielt.
Aronowitz schrieb im Jahre 1959 eine vielbeachtete zwölfteilige Serie zur Beatmusik für die New York Post. Seit den 1950ern hatte er Kontakt zu alternativen US-amerikanischen Schriftstellern sowie später auch zu Musikstars wie Bob Dylan, den Beatles, Rolling Stones und Jimi Hendrix. Im Jahre 1964 brachte er Bob Dylan und die Beatles zusammen. Aronowitz war dabei, als Dylan den Song Mr. Tambourine Man schrieb. Ferner verfasste er ein Buch über die Beatles und Dylan mit dem Titel Bob Dylan and the Beatles und ein weiteres mit dem Titel Bobby Darin Was a Friend of Mine.
Zuletzt arbeitete Aronowitz an einem Buch über Mick Jagger und Miles Davis mit dem Titel Mike and Miles.
Al Aronowitz starb im Alter von 77 Jahren an einem Krebsleiden.